# Tagesspiegel Checkpoint

Logo

Der Tagesspiegel Checkpoint oder kurz Checkpoint ist ein journalistischer E-Mail-Newsletter der Berliner Tageszeitung Tagesspiegel, der ausgewählte Ereignisse aus dem politischen, kulturellen und gesellschaftlichen Tagesgeschehen Berlins in unterhaltsamer Form zusammenfasst und kommentiert. Er erscheint seit November 2014 und hat über 135.000 Abonnenten (Ende 2015/Anfang 2016: rund 100.000 Abonnenten).

## Idee und Format
Der Checkpoint beruht auf einer Idee des Chefredakteurs Lorenz Maroldt und wurde ursprünglich täglich von ihm verfasst. Das Format soll „den Lesern […] eine informative und unterhaltsame Lektüre für den Start in den Tag liefern“. Der Checkpoint soll weder Ersatz noch Werbung für die Print- und E-Paper-Ausgabe des Tagesspiegels sein; er gibt nur einen Überblick über Ereignisse und verlinkt nicht nur auf Artikel des Tagesspiegels, sondern auch auf andere Zeitungen, auf Blogs oder Twitterprofile.
Maroldt beabsichtigt mit dem Checkpoint eine neue, „extrem subjektive, pointierte, manchmal auch provokative Form der Lokalberichterstattung“. Weder der Newsletter noch die Lokalberichterstattung seien neu; der Checkpoint mische aber „zwei bekannte Dinge zu einer neuen Form.“ Die Jury des Grimme Online Awards meint zum Checkpoint, hier gebe eine „90er-Jahre-Technologie (Newsletter) […] Antwort auf die Frage, wie lokaler und vielleicht auch sublokaler Journalismus im Netz aussehen kann.“
Inzwischen verfasst Maroldt den Checkpoint im Wechsel mit anderen Redaktionsmitgliedern (Ann-Kathrin Hipp, Laura Hofmann, Robert Ide, Stefan Jacobs, Anke Myrrhe, Björn Seeling). Stefanie Golla und Nadine Voß arbeiten an der Erstellung des Newsletters mit. Er wird montags bis sonnabends um sechs Uhr morgens versendet. Das Abonnement war anfänglich kostenlos. Inzwischen ist der vollständige Newsletter kostenpflichtig; es gibt eine kostenlose kürzere Fassung.

## Inhalt
Der Checkpoint fasst berlinbezogene Tagesereignisse aus verschiedenen Bereichen (Politik, Verwaltung, Wirtschaft, Kultur) zusammen und kommentiert sie in unterhaltsamer Form. Laut Lorenz Maroldt sind „im Grunde alle Meldungen kleine Glossen und Kommentare“. Daneben enthält er praktische Informationen wie Wetter- und Verkehrsmeldungen und Veranstaltungshinweise.
Der Newsletter ist in mehrere Kategorien unterteilt. Die Rubrik „Meldungen von heute“ enthält längere, die Rubrik „Kurzstrecke“ kürzere Meldungen, meist aus der Berliner Politik und Verwaltung. Dabei wird auch unter wiederkehrenden Schlagworten über Einzelfälle berichtet, die keine überragende Relevanz haben (etwa über positive Erfahrungen einzelner Checkpoint-Leser mit der Berliner Verwaltung unter dem Schlagwort „Amt aber glücklich“). Die Rubrik „Kurzstrecke“ endete bis zur Eröffnung im Jahr 2020 stets mit dem „BER count up Tage seit Nichteröffnung“.
Den Meldungen folgen unter „Zitat“ und „Tweet des Tages“ ein Zitat oder mehrere und ein Tweet oder mehrere, meist mit Berlin-Bezug. Die Rubrik „Berlin heute“ gibt Informationen zu Verkehr, Demonstrationen, Gerichtsverhandlungen, zu Besuchen ausländischer Staatsgäste und offiziellen Veranstaltungen. Neuigkeiten aus der Gastronomie und dem Nachtleben vermittelt die Rubrik „Stadtleben“ (zum Beispiel Neueröffnungen, Restaurant- und Barempfehlungen oder Hinweise auf bald endende Ausstellungen). „Berliner Gesellschaft“ enthält Geburtstage, Todesnachrichten sowie die Hintergründe eines Stolpersteins. Der Newsletter endet mit einer meist humoristischen Schlussbemerkung unter der Rubrik „Encore“.
Unter „Tagesspiegel Leute“ erscheinen weitere Newsletter des Tagesspiegels. Sie beinhalten in zwölf verschiedenen Versionen Informationen zu einzelnen Bezirken Berlins und erscheinen wöchentlich.

## Rezeption
Drei Monate nach dem erstmaligen Erscheinen sagte der damalige Regierende Bürgermeister Berlins, Michael Müller im Abgeordnetenhaus zu auch im Checkpoint erhobenen Vorwürfen: „Nicht alles, was im,Checkpoint‘ steht, stimmt.“

## Auszeichnungen
Der Newsletter wurde mit dem Grimme Online Award 2015 ausgezeichnet. Die Jury urteilte:

„Pflichtlektüre […] – für Leser über Berlins Grenzen hinweg. […] Knallharte Einordnung trifft Berliner Schnauze.“

Der Checkpoint hat den Deutschen Lokaljournalistenpreis 2014 der Konrad-Adenauer-Stiftung in der Kategorie „Innovationen“ gewonnen. Die Jurybegründung lautete

„Der ‚Checkpoint‘ demonstriert ein neues Format. Im Berlin-Newsletter sind alle Texte kurz, die Meldungen und – besonders wohltuend – die Kommentierungen. In der Kürze liegt hier viel Würze. Der Berliner darf sich wohl fühlen.“

Maroldt hat für den Checkpoint den Preis „Goldener Blogger 2015“ erhalten.